# N'Bié
N'Bié est une commune rurale située dans le département de Kourinion de la province de Kénédougou dans la région des Hauts-Bassins au Burkina Faso.

## Géographie
N'Bié est situé à 2 km à l'est de la route nationale 8.

## Santé et éducation
Le centre de soins le plus proche de N'Bié est le centre de santé et de promotion sociale (CSPS) de Sidi.